# ولایت موصل

محدوده ولایت موصل در نقشه امپراطوری عثمانی در ۱۹۰۰

ولایت موصل یکی از تقسیمات کشوری سطح اول امپراطوری عثمانی تحت عنوان ولایت بود. این ولایت در ۱۸۷۸ میلادی از سنجاق‌های شمالی ولایت بغداد تشکیل شد.
در آغاز قرن بیستم بنا به گزارش‌ها مساحتی برابر با ۷۵۷۰۰ کیلومتر مربع داشت. در حالی نتایج مقدماتی اولین سرشماری عثمانی در ۱۸۸۵ میلادی جمعیت ۳۰۰۲۸۰ نفری در این ایالت را نشان می‌دهد که دقت آمار و ارقام جمعیت اساس هر منطقه‌ای که از آن جمع‌آوری شده‌است چیزی میان تقریباً تا صرفاً حدسی است.

## تقسیمات اداری
سنجاق‌های این ولایت:
- سنجاق موصل
- سنجاق کرکوک (شهرزور)
- سنجاق سلیمانیه